# Horn (stacja kolejowa)
Horn (niem. Bahnhof Horn) – stacja kolejowa w Horn, w kraju związkowym Dolna Austria, w Austrii. Znajduje się na Kamptalbahn biegnącej z Hadersdorf am Kamp do Sigmundsherberg.

## Linie kolejowe
- Linia Kamptalbahn

## Połączenia
| Linia | Trasa | Takt (min)               | Uwagi                                                             |
| ----- | --- | ------------------------ | ----------------------------------------------------------------- |
| R     | Sigmundsherberg – Horn NÖ                                                                                    | ~120                     | w godzinach szczytu i pon-pt po południu przynajmniej co 60 minut |
| R     | Horn NÖ – Gars-Thunau – Schönberg am Kamp – Hadersdorf am Kamp – Krems/Donau – Herzogenburg – St. Polten Hbf | ~60/~120 (do St. Pölten) | W Krems pociągi kończące bieg mają połączenie z St. Pölten        |